# Стражи на стенах
Стражи на стенах (англ. Watchmen on the Walls) — международное общество евангельских христиан с главным офисом в Риге (Латвия). Целью движения была провозглашена защита общества от «культуры смерти», мониторинг законопроектов и анализ деятельности политиков с точки зрения «традиционных ценностей», а также недопущение принятия законов, продвигающих гомосексуализм, аборты и эвтаназию.
Группа была основана бывшим директором расположенной в Калифорнии (США) Американской семейной ассоциацией Скоттом Лайвли и пастором Церкви Новое Поколение Алексеем Ледяевым.
Движение «Стражи на стенах» внесено в число групп ненависти американской правозащитной организации Southern Poverty Law Center.